# Dicranota (Paradicranota) lackschewitziana
Dicranota (Paradicranota) lackschewitziana is een tweevleugelige uit de familie Pediciidae. De soort komt voor in het Palearctisch gebied.